# Landkreis Wittenberg
Landkreis Wittenberg är ett distrikt (Landkreis) i östra delen av det tyska förbundslandet Sachsen-Anhalt, med Lutherstadt Wittenberg som huvudort.

## Administrativ indelning
I förvaltningsrättslig mening finns i modern tid ingen skillnad mellan begreppet Stadt (stad) gentemot Gemeinde (kommun). Följande kommuner och städer ligger i Landkreis Wittenberg: 

### Städer
| - Annaburg - Bad Schmiedeberg - Coswig (Anhalt) | - Gräfenhainichen - Jessen (Elster) | - Kemberg - Oranienbaum-Wörlitz | - Wittenberg - Zahna-Elster |